# كبريتيد أنتيموان خماسي
 كبريتيد أنتيموان خماسي مركب كيميائي له الصيغة Sb2S5 ، ويكون على شكل مسحوق بلوري أحمر برتقالي .